# Zingiber popaense
Zingiber popaense là một loài thực vật có hoa trong họ Gừng. Loài này được Nobuyuki Tanaka miêu tả khoa học đầu tiên năm 2012.

## Mẫu định danh
Mẫu định danh: Murata J., Tanaka N., Miyake M., Ooi T., Than Than Aye & Khin Myo Htwe 020789; thu thập ngày 25 tháng 10 năm 2000, tọa độ 20°54′0″B 95°15′0″Đ / 20,9°B 95,25°Đ, Vườn quốc gia núi Popa, dọc theo đường Ye Nge từ trung tâm giáo dục môi trường tới nhà nghỉ Ye Nge, thị trấn Kyaukpadaung, huyện Nyaung-U, vùng Mandalay, Myanmar. Mẫu holotype lưu giữ tại Vườn Thực vật Makino ở Kochi, Nhật Bản (MBK), mẫu isotype lưu giữ tại Đại học Tokyo (TI).

## Từ nguyên
Tính từ định danh popaense (giống đực/giống cái: popaensis) là tiếng Latinh, lấy theo địa danh núi Popa, nơi mẫu định danh của loài này được thu thập.

## Phân bố
Loài này có tại miền trung Myanmar (núi Popa, vùng Mandalay). Tên gọi trong tiếng Myanmar meik-tha-lin. Môi trường sống là nền rừng nhiều bóng râm trong rừng bán thường xanh, cao độ khoảng 800-1.000 m.

## Phân loại
Schumann (1904) đặt Z. barbatum trong tổ Cryptanthium. Là loài có quan hệ họ hàng chị-em và thuộc về nhóm Z. barbatum, nên loài này cũng thuộc tổ Cryptanthium.

## Mô tả
Cây thảo thân rễ lâu năm, cao 0,8–1,5 m. Thân rễ vỏ màu nâu ánh vàng, ruột màu trắng, mùi thơm; rễ có củ, củ hình cầu, màu trắng cả mặt trong và mặt ngoài, dài 2–3 cm, rộng 1–3 cm. Thân lá có lông nhung, màu ánh đỏ. Lá 9-15 cặp; phiến lá thẳng-hình mác, màu xanh lục, rậm lông tơ cả hai mặt, đỉnh nhọn, dài 15–25 cm, rộng 1,2-2,5 cm; cuống lá có lông nhung, dài 3–5 mm; lưỡi bẹ 2 thùy, dài 2–5 mm, mép có lông tơ; bẹ màu xanh lục, mép có lông dài màu trắng. Cụm hoa mọc từ thân rễ; cành hoa bông thóc hình trứng khi non, dần trở thành hình thoi, dài 6–9 cm, rộng 2,5–3,5 cm, được bao bọc hoàn toàn bởi 40–50 lá bắc; cuống cụm hoa từ thân rễ, phủ phục, dài tới 2,5 cm. Lá bắc hình trứng tới nhọn đầu, màu xanh lục sẫm, mặt ngoài rậm lông nhung, mặt trong gần như nhẵn nhụi, dài 2,5 cm, rộng 1,5 cm, đỉnh nhọn, màu ánh xanh lục với lông dài màu trắng, mỗi lá bắc đỡ 1 hoa. Lá bắc con hình trứng, mặt ngoài có lông tơ, mặt trong nhẵn nhụi, dài 2 cm, rộng 1 cm. Hoa màu trắng, nở vào chiều tối, mùi thơm nhẹ; đài hoa hình ống, hình mác ngược, cuộn lại, dài 1,5 cm, rộng 3–3,5 mm, nhẵn nhụi; ống hoa dài 1,5-1,7 cm, tràng hoa 3 thùy, màu trắng; thùy tràng lưng dài 1,8 cm, rộng 8 mm, các thùy tràng bên dài 1,1–2 cm, rộng 5 mm; cánh môi 3 thùy, màu trắng đến hơi màu kem, uốn ngược; thùy giữa hình trứng ngược, dài 1 cm, rộng 0,9–1 cm, đỉnh khía răng cưa, mép nhăn; các nhị lép bên hình trứng-thuôn dài, dài 3–4 mm, rộng 2,7–3 mm, đỉnh thuôn tròn hoặc hơi cắt cụt lệch. Bao phấn không cuống, mô vỏ bao phấn dài 7 mm, phần phụ màu trắng, dài 7–10 mm, uốn ngược. Bầu nhụy hình trứng, dài 3,5–4 mm, rộng 2,5 mm. Ra hoa và tạo quả tháng 7-9, hoa nở buổi chiều tối và 1-3 hoa mỗi cụm hoa nở đồng thời, hơi thơm.